# Lista de papas sexualmente ativos
Esta é uma lista de papas sexualmente ativos, envolvidos em atividade sexual antes ou depois de se tornarem papas e papas que foram legalmente casados, contrariamente à obrigatoriedade do celibato esperado de membros de ordens sagradas. Alguns tinham vida sexual ativa antes da sua eleição a papa, enquanto outros foram acusados de manter atividade sexual durante os papados. Alguns tiveram descendência. Uma vez que tais relações foram por vezes realizadas fora dos laços do matrimônio, e porque às vezes o indivíduo estava sob um voto de celibato, a Igreja Católica considera estes atos abusos graves. No entanto, não põe em causa as doutrinas católicas considerando a autoridade e a sucessão do papado de São Pedro, o Apóstolo.[ligação inativa]
O Segundo Concílio de Latrão (1139) fez da promessa de permanecer celibatário um pré-requisito para a ordenação, abolindo o sacerdócio conjugal na Igreja Latina. As relações sexuais eram, portanto, geralmente levadas a cabo fora do vínculo matrimonial e cada acto sexual assim cometido é considerado um pecado mortal e sacrilégio pela Igreja Católica.
De acordo com a lista padrão, houve 266 papas. Existem várias classificações para aqueles que eram sexualmente ativos em algum momento durante a sua vida. Períodos entre parênteses referem-se ao ano de seus papados. Houve trinta e nove papas desde 1585. Nenhum deles é conhecido por ter sido sexualmente ativo durante seu papado. [ligação inativa]

## Antecedentes
Desde a Idade Média, o rito latino (ocidental) da Igreja Católica exigiu que os padres e bispos fossem celibatários. Anteriormente, o celibato não era absolutamente necessário para os ordenados, mas ainda era uma disciplina praticada na Igreja primitiva. Neste contexto, o celibato não é sinônimo de abstinência sexual, isso significa que não se casou e só implica a abstinência sexual, porque uma doutrina católica diferente requer a abstinência sexual fora do casamento.
A disciplina do celibato sacerdotal não é considerado um dos dogmas imutáveis infalíveis, mas a doutrina católica diz que a virgindade e o celibato, vivido como abstinência, são mais elevados do casamento, após as cartas de Paulo de Tarso e confirmado por um dogma no Concílio de Trento.
Em alguns casos, um ministro protestante casado que se converte ao catolicismo pode ser ordenado para o sacerdócio. O direito canônico atual permite que o Colégio dos Cardeais eleger um homem casado ao papado. Nas Igrejas Orientais Católicas, os homens casados são rotineiramente ordenados para o sacerdócio, mas não para o episcopado. Segundo os Evangelhos, São Pedro, a quem a Igreja Católica mantém como primeiro papa da comunidade cristã em Roma, era casado. Diversos outros papas também foram casados.

## Papas supostamente e factualmente sexualmente ativos

### Casados antes de receber ordens sagradas
- São Pedro (Simão Pedro), cuja sogra é mencionada na Bíblia como tendo sido milagrosamente curada (Mateus 8:14–15, Lucas 4:38, Marcos 1:29–31). De acordo com Clemente de Alexandria (Stromata, III, VI, ed. Dindorf, II, 276), Pedro era casado e tinha filhos e sua esposa sofreu o martírio. Em algumas lendas que datam pelo menos do século VI, uma das filhas de Pedro seria "Petronila".[3][4]
- Papa Sirício (384-399), onde a tradição sugere que ele deixou a esposa e os filhos, a fim de se tornar papa. O número de filhos de Sirício é desconhecido. Escreveu um decreto no 385, afirmando que os padres deveriam parar de conviver com suas esposas.[5]
- Papa Félix III (483-492) era um viúvo com dois filhos quando foi eleito para suceder o Papa Simplício em 483. Diz-se que foi o trisavô de Gregório, o Grande.[6]
- Papa Hormisda (514-523) era casado e viúvo antes da ordenação. Foi o pai do Papa Silvério.[7]
- Papa Silvério (536-537) pode ter sido casado com uma mulher chamada Antônia. No entanto, isto continua a ser debatido pelos historiadores.[8]
- Papa Agatão ou Papa S. Agatão (678-681) foi casado por 20 anos com uma leiga com uma filha, antes da maturidade seguiu um convite a Deus e com a bênção de sua esposa tornou-se um monge no mosteiro de Santo Hermes em Palermo. Pensa-se que sua mulher entrou para um convento.[9]
- Papa Adriano II (867-872) era casado com uma mulher chamada Estefânia, antes de tomar as ordens, e tinha uma filha.[10] Sua esposa e filha ainda estavam vivas quando foi selecionado para ser papa e residia com ele no Palácio de Latrão. Sua filha foi raptada, violentada e assassinada pelo irmão de um ex-antipapa Anastácio, Eleutério. A mãe dela também foi morta por Eleutério.
- Papa João XVII (1003) foi casado antes de sua eleição ao papado e tinha três filhos que se tornaram sacerdotes.[11]
- Papa Clemente IV (1265-1268) era casado antes de tomar ordens sacras e tinha duas filhas.[12]
- Papa Honório IV (1285-1287) foi casado antes de assumir as ordens santas e teve pelo menos dois filhos. Entrou para o clero após a sua mulher morrer, o último papa a ter sido casado.[13]

### Sexualmente ativos antes de receber ordens sagradas
- Papa Pio II (1458-1464) teve pelo menos dois filhos ilegítimos (um em Estrasburgo e outro na Escócia), nascidos antes de entrar para o clero.[14]
- Papa Inocêncio VIII (1484-1492) teve pelo menos dois filhos ilegítimos, nascidos antes de entrar para o clero.[15] De acordo com a Encyclopædia Britannica de 1911, ele "praticou nepotismo abertamente em favor de seus filhos".[16] Girolamo Savonarola acusou-lhe de ambições mundanas.[17]
- Papa Clemente VII (1523-1534) teve um filho bastardo antes que tomou ordens sacras. Algumas fontes identificam-no com Alessandro de Médici, Duque de Florença, mas esta identificação não tenha sido determinada.[18]
- Papa Gregório XIII (1572-1585) teve um filho bastardo antes de tomar as ordens sacras.[19]

### Sexualmente ativos depois de receber ordens sagradas
- Papa Júlio II (1503-1513) teve pelo menos uma filha ilegítima, Felice della Rovere (nascida em 1483, vinte anos antes de sua eleição). Algumas fontes indicam que ele tinha mais duas filhas ilegítimas, que morreram em sua infância.[20] Além disso, alguns contemporâneos (possivelmente difamatórios) relatam a acusação de sodomia. Segundo o Concílio cismático de Pisa em 1511, ele era um sodomita "coberto de úlceras vergonhosas."[21]
- Papa Paulo III (1534-1549) realizada fora de sua ordenação,[22] a fim de continuar o seu estilo de vida promíscuo, pai de quatro filhos ilegítimos (três filhos e uma filha) por sua amante Silvia Ruffini. Rompeu suas relações com ela em 1513. Não há evidência de atividade sexual durante seu papado. Fez o seu filho ilegítimo, Pier Luigi Farnese primeiro duque de Parma.[23]
- Papa Pio IV (1559-1565) teve três filhos ilegítimos antes de sua eleição ao papado.[24]

### Sexualmente ativos durante seu pontificado
Junto com outras queixas, as atividades dos papas entre 1458-1565, ajudaram a incentivar a Reforma Protestante.
- Papa Sérgio III (904-911) foi supostamente o pai do Papa João XI com Marózia, de acordo com Liuprando de Cremona em sua Antapodosis, bem como a Liber Pontificalis.[26] Contudo, deve-se notar que este é disputado por outra fonte, o cronista Flodoardo (c. 894-966), João XI era irmão de Alberico II de Espoleto, sendo este última a prole de Marózia e seu marido Alberico I de Espoleto. Daí também pode ter sido o filho de Marózia e Alberico I. Bertrand Fauvarque salienta que as fontes contemporâneas que sustentam esta paternidade é duvidosa, sendo Liuprando "propenso ao exagero", enquanto outras referências a esta paternidade aparecem em sátiras escrita por adeptos do Papa Formoso.[27]
- Papa João X (914-928) teve casos românticos com tanto Teodora e sua filha Marózia, de acordo com Liuprando de Cremona em sua Antapodosis: "O primeiro dos papas a ser criado por uma mulher e depois destruído por sua filha".[28] (Veja também: Pornocracia)
- Papa João XII (955-963) (deposto pelo Conclave), foi dito ter transformado a Basílica de São João de Latrão em um bordel e foi acusado de adultério, prostituição e incesto (Fonte: Patrologia Latina).[29] O monge cronista Bento Soracte anotou em seu volume XXXVII que ele "gostava de ter uma coleção de mulheres". Segundo Liuprando de Cremona em sua Antapódose, "que testemunhou sobre seu adultério, que não viram com seus próprios olhos, mas mesmo assim sabiam com certeza: ele tinha fornicado com a viúva de Rainier, com Stephana concubina de seu pai, com a viúva Anna, e com sua sobrinha, e fez do palácio sagrado em um bordel." De acordo com o The Oxford Dictionary of Popes, João XII foi "um cristão Calígula cujos crimes foram rendidos particularmente horríveis pelo gabinete que ocupou."[30] Foi morto por um marido ciumento, enquanto no ato de cometer adultério com a esposa do homem.[31][32][33][34] (Veja também: Pornocracia)
- Papa Bento IX (1032-1044, novamente em 1045 e, finalmente 1047-1048) foi dito ter conduzido uma vida dissoluta, durante seu papado.[35] Acusado pelo Bispo de Benno Placenta de "muitos adultérios vis e assassinatos."[36][37] O Papa Vítor III referindo no seu terceiro livro dos Diálogos com os "seus estupros, assassinatos e outros atos inqualificáveis. Sua vida como um Papa tão vil, tão vil, tão execrável, que eu tremo só de pensar nisso."[38] É solicitado São Pedro Damião para escrever um extenso tratado contra o sexo em geral e a homossexualidade em particular. Em seu Liber Gomorrhianus, São Pedro Damião registrou que Bento IX "deleitou-se em imoralidade" e que ele era "um demônio do inferno sob o disfarce de um padre", acusando Bento IX de rotina de sodomia e bestialidade, e foi acusado de ter patrocinado orgias.[39] Em maio de 1045, Bento IX renunciou a seu cargo para exercer o casamento, vendendo seu papado por 1.500 quilos de ouro para seu padrinho, o piedoso sacerdote João Graciano, que se nomeou o próprio Papa Gregório VI.[40]
- Papa Alexandre VI (1492-1503) teve um caso muito especial com Vannozza dei Cattanei antes do seu pontificado, com quem teve seus famosos filhos ilegítimos Cesare Borgia e Lucrezia Borgia. Uma amante depois, Giulia Farnese, era irmã de Alessandro Farnese, que depois se tornou Papa Paulo III. Teve um total de pelo menos sete e, possivelmente, tantos como dez filhos ilegítimos.[41] (Ver também: Banquete das Cortesãs)

### Suspeitos de terem tido amantes do sexo masculino durante o pontificado
- Papa Paulo II (1464-1471) foi acusado de ter morrido de um ataque cardíaco, durante um ato sexual com um pajem.[42]
- Papa Sisto IV (1471-1484) foi acusado de dar dons e benefícios concedidos aos favoritos da corte em troca de favores sexuais. Giovanni Sclafenato foi criado do cardeal Sisto IV para a "ingenuidade, lealdade... e seus outros dons de corpo e alma",[43] de acordo com o epitáfio papal sobre seu túmulo.[44] Tais reivindicações foram gravadas por Stefano Infessura, em seu diarium urbis Romae.
- Papa Leão X (1513-1521) foi acusado de ter uma paixão especial por Marc-Antonio Flaminio.[45]
- Papa Júlio III (1550-1555) foi acusado de ter tido um longo caso extraconjugal com Innocenzo Ciocchi del Monte. O embaixador de Veneza na época informou que Innocenzo compartilhava o quarto e cama do papa.[46] Segundo o The Oxford Dictionary of Popes, era "naturalmente indolente, dedicou-se a atividades prazerosas com episódios ocasionais de atividade mais graves".[30]